# Новые университеты
Новый университет (англ. New University) — термин, исторически относящийся к нескольким волнам появления новых групп университетов и университетских движений в Великобритании. Изначально, в 1928 году, когда его ввёл в одноименной книге Х. Херклотс, он означал выросшие из промышленных колледжей «университеты из красного кирпича». Позднее, в 1960-е годах, термин стал обозначать волну появившихся в это время, одновременно или сразу же после Доклада лорда Роббинса (1962) о высшем образовании в Великобритании, «университетов из листового стекла».
В современной Великобритании термин чаще всего относится к тем из бывших политехнических институтов или колледжей, которые получили статус университетов после проведения правительством Дж. Мэйджора в 1992 году Закона о дальнейшем и высшем образовании (en:Further and Higher Education Act 1992). Эти университеты также иногда именуются «университетами после 1992 года» (post-1992 universities) или «современными университетами» (modern universities).